# دوبرا (شهرستان پلیس)
دوبرا (به لهستانی:  Dobra) یک روستا در لهستان است که در گمینا دوبرا (شهرستان پلیس) واقع شده‌است. دوبرا ۹۵۰ نفر جمعیت دارد.